# Volta a Catalunya de 1948
La Volta a Catalunya de 1948 fou la vint-i-vuitena edició de la Volta a Catalunya. La prova es disputà en 9 etapes entre el 29 d'agost i el 5 de setembre de 1948, amb un total de 1.431,5 km. El vencedor final fou Emilio Rodríguez, per davant dels italians Giulio Bresci i Ezio Cecchi.
En aquesta edició es tornaven a concedir 20 segons de bonificació pels primers ciclistes que coronessin els passos de muntanya. Així es va produir l'anècdota que, a la primera etapa, Paul Neri va guanyar l'etapa però Joaquim Filbà es va posar líder de la cursa gràcies als punts obtinguts a l'Alt de Montjuïc.
Emilio Rodríguez va repetir triomf, el primer cop d'ençà que ho feu Marià Cañardo. La victòria es decidí a l'etapa d'Andorra on va aconseguir força temps respecte als seus rivals, que va saber administrar fins al final.

## Etapes
| Etapa | Data          | Recorregut                      | km    | Guanyador                | Líder                   |
| ----- | ------------- | ------------------------------- | ----- | ------------------------ | ----------------------- |
| 1a    | 29 d'agost    | Montjuïc - Montjuïc             | 46,0  | Paul Neri (ITA)          | Joaquim Filba (ESP)     |
| 2a    | 29 d'agost    | Badalona - Figueres             | 131,5 | Miquel Gual (ESP)        | Miquel Gual (ESP)       |
| 3a    | 30 d'agost    | Figueres - Vic                  | 160,0 | Gabriel Saura (ESP)      | Ignacio Orbaiceta (ESP) |
| 4a    | 31 d'agost    | Vic - Andorra la Vella (AND)    | 168,0 | Emilio Rodríguez (ESP)   | Emilio Rodríguez (ESP)  |
| 5a    | 1 de setembre | Andorra la Vella (AND) - Lleida | 254,0 | Elio Bertocchi (ITA)     | Emilio Rodríguez (ESP)  |
| 6a    | 2 de setembre | Lleida - Tortosa                | 218,5 | Josep Serra (ESP)        | Emilio Rodríguez (ESP)  |
| 7a    | 3 de setembre | Tortosa - Reus                  | 117,0 | Miquel Poblet (ESP)      | Emilio Rodríguez (ESP)  |
| 8a    | 4 de setembre | Reus - Manresa                  | 206,0 | Miquel Poblet (ESP)      | Emilio Rodríguez (ESP)  |
| 9a    | 5 de setembre | Manresa - Barcelona             | 128,5 | Dalmacio Langarica (ESP) | Emilio Rodríguez (ESP)  |

### Etapa 1 Barcelona - Barcelona. 46,0 km
|   | Ciclista      | Equip   | Temps      |
| - | ------------- | ------- | ---------- |
| 1 | Paul Neri     | Chirri  | 1h 14' 28" |
| 2 | Joaquim Filba | Galindo | + 05"      |
| 3 | Miquel Poblet | Galindo | + 29"      |

|   | Ciclista      | Equip   | Temps      |
| - | ------------- | ------- | ---------- |
| 1 | Joaquim Filba | Galindo | 1h 14' 13" |
| 2 | Paul Neri     | Chirri  | + 15"      |
| 3 | Miquel Poblet | Galindo | + 44"      |

### Etapa 2. Badalona - Figueres. 131,5 km
|   | Ciclista          | Equip              | Temps      |
| - | ----------------- | ------------------ | ---------- |
| 1 | Miquel Gual       | Veloç Sport Balear | 3h 24' 08" |
| 2 | Ignacio Orbaiceta | UE Sants           | + 02' 42"  |
| 3 | Miquel Poblet     | Galindo            | + 02' 43"  |

|   | Ciclista          | Equip              | Temps      |
| - | ----------------- | ------------------ | ---------- |
| 1 | Miquel Gual       | Veloç Sport Balear | 4h 39' 05" |
| 2 | Ignacio Orbaiceta | UE Sants           | + 02' 42"  |
| 3 | Miquel Poblet     | Galindo            | + 02' 43"  |

### Etapa 3. Figueres - Vic. 160,0 km
|   | Ciclista       | Equip           | Temps      |
| - | -------------- | --------------- | ---------- |
| 1 | Gabriel Saura  | C.C. Barcelonès | 5h 44' 58" |
| 2 | Miquel Poblet  | Galindo         | + 03' 16"  |
| 3 | Sergio Maggini | Chirri          | m. t.      |

|   | Ciclista           | Equip    | Temps       |
| - | ------------------ | -------- | ----------- |
| 1 | Ignacio Orbaiceta  | UE Sants | 10h 30' 01" |
| 2 | Miquel Poblet      | Galindo  | + 01"       |
| 3 | Dalmacio Langarica | Galindo  | + 01' 13"   |

### Etapa 4. Vic - Andorra la Vella. 168,0 km
|   | Ciclista         | Equip              | Temps      |
| - | ---------------- | ------------------ | ---------- |
| 1 | Emilio Rodríguez | UE Sants           | 5h 35' 37" |
| 2 | Bernardo Ruiz    | UE Sants           | + 01' 20"  |
| 3 | Bernat Capó      | Veloç Sport Balear | + 01' 29"  |

|   | Ciclista         | Equip              | Temps       |
| - | ---------------- | ------------------ | ----------- |
| 1 | Emilio Rodríguez | UE Sants           | 16h 08' 51" |
| 2 | Bernat Capó      | Veloç Sport Balear | + 04' 10"   |
| 3 | Giulio Bresci    | Chirri             | + 17' 29"   |

### Etapa 5. Andorra la Vella - Lleida. 254,0 km
|   | Ciclista       | Equip              | Temps      |
| - | -------------- | ------------------ | ---------- |
| 1 | Elio Bertocchi | Ciclos Cataluña    | 8h 03' 20" |
| 2 | Bernat Capó    | Veloç Sport Balear | + 02' 30"  |
| 3 | Giulio Bresci  | Chirri             | + 02' 32"  |

|   | Ciclista         | Equip    | Temps       |
| - | ---------------- | -------- | ----------- |
| 1 | Emilio Rodríguez | UE Sants | 24h 14' 41" |
| 2 | Giulio Bresci    | Chirri   | + 07' 38"   |
| 3 | Ezio Cecchi      | Chirri   | + 08' 44"   |

### Etapa 6. Lleida - Tortosa. 218,5 km
|   | Ciclista          | Equip           | Temps      |
| - | ----------------- | --------------- | ---------- |
| 1 | Josep Serra       | UE Sants        | 7h 39' 25" |
| 2 | Quirino Toccaceli | Ciclos Cataluña | + 35"      |
| 3 | Giulio Bresci     | Chirri          | m. t.      |

|   | Ciclista         | Equip    | Temps       |
| - | ---------------- | -------- | ----------- |
| 1 | Emilio Rodríguez | UE Sants | 31h 54' 41" |
| 2 | Giulio Bresci    | Chirri   | + 07' 38"   |
| 3 | Ezio Cecchi      | Chirri   | + 08' 44"   |

### Etapa 7. Tortosa - Reus. 117,0 km
|   | Ciclista          | Equip           | Temps      |
| - | ----------------- | --------------- | ---------- |
| 1 | Miquel Poblet     | Galindo         | 4h 20' 04" |
| 2 | Quirino Toccaceli | Ciclos Cataluña | m. t.      |
| 3 | Joaquim Olmos     | Galindo         | m. t.      |

|   | Ciclista         | Equip    | Temps       |
| - | ---------------- | -------- | ----------- |
| 1 | Emilio Rodríguez | UE Sants | 36h 14' 21" |
| 2 | Giulio Bresci    | Chirri   | + 07' 31"   |
| 3 | Ezio Cecchi      | Chirri   | + 08' 37"   |

### Etapa 8. Reus - Manresa. 206,0 km
|   | Ciclista             | Equip           | Temps      |
| - | -------------------- | --------------- | ---------- |
| 1 | Miquel Poblet        | Galindo         | 6h 27' 28" |
| 2 | Quirino Toccaceli    | Ciclos Cataluña | m. t.      |
| 3 | Josep Vidal i Porcar | C.C. Barcelona  | + 02"      |

|   | Ciclista         | Equip    | Temps       |
| - | ---------------- | -------- | ----------- |
| 1 | Emilio Rodríguez | UE Sants | 42h 42' 57" |
| 2 | Giulio Bresci    | Chirri   | + 07' 31"   |
| 3 | Ezio Cecchi      | Chirri   | + 08' 37"   |

### Etapa 9. Manresa- Barcelona. 128,5 km
|   | Ciclista           | Equip           | Temps      |
| - | ------------------ | --------------- | ---------- |
| 1 | Dalmacio Langarica | Galindo         | 3h 39' 09" |
| 2 | Miquel Poblet      | Galindo         | + 01' 15"  |
| 3 | Quirino Toccaceli  | Ciclos Cataluña | m. t.      |

|   | Ciclista         | Equip    | Temps       |
| - | ---------------- | -------- | ----------- |
| 1 | Emilio Rodríguez | UE Sants | 46h 23' 21" |
| 2 | Giulio Bresci    | Chirri   | + 07' 31"   |
| 3 | Ezio Cecchi      | Chirri   | + 08' 37"   |

## Classificació final
| Pos. | Ciclista                 | Club            | Temps        |
| ---- | ------------------------ | --------------- | ------------ |
| 1    | Emilio Rodríguez (ESP)   | UE Sants        | 46h 23' 21"  |
| 2    | Giulio Bresci (ITA)      | Chirri          | + 7' 31"     |
| 3    | Ezio Cecchi (ITA)        | Chirri          | + 8' 37"     |
| 4    | Quirino Toccacelli (ITA) | Ciclos Cataluña | + 24' 32"    |
| 5    | Gabriel Saura (ESP)      | Ciclos Cataluña | + 28' 31"    |
| 6    | Josep Serra (ESP)        | UE Sants        | + 29' 33"    |
| 7    | Miquel Poblet (ESP)      | Galindo         | + 35' 24"    |
| 8    | José Pérez Llacer (ESP)  | UE Sants        | + 51' 00"    |
| 9    | Elio Bertocchi (ITA)     | Ciclos Cataluña | + 55' 36"    |
| 10   | Joaquim Olmos (ESP)      | Galindo         | + 1h 01' 49" |

## Classificacions secundàries
| Pos. | Ciclista       | Equip           | Punts |
| ---- | -------------- | --------------- | ----- |
| 1    | Josep Serra    | UE Sants        | 22    |
| 2    | Giulio Bresci  | Chirri          | 14    |
| 3    | Elio Bertocchi | Ciclos Cataluña | 13    |
| 3    | Bernardo Ruiz  | UE Sants        | 13    |

| Pos. | Equip           | Temps        |
| ---- | --------------- | ------------ |
| 1    | UE Sants        | 142h 54' 01" |
| 2    | C.C. Barcelona  | + 14' 23"    |
| 3    | C.C. Barcelonès | + 14' 45"    |